# Isobutyraldehyd
Isobutyraldehyd (systematický název 2-methylpropanal) je organická sloučenina patřící mezi aldehydy, izomerní s n-butyraldehydem (butanalem). Vyrábí se, často jako vedlejší produkt, hydroformylací propenu. Může vstupovat do Cannizarových reakcí, přestože má alfa uhlíkový atom.

## Výroba a příprava
Isobutyraldehyd se vyrábí hydroformylací propenu, ročně se jej vyrobí několik milionů tun.
Pomocí silných kyselin lze katalyzovat přeměnu methallylalkoholu na isobutyraldehyd.
Další možností je příprava pomocí upravených bakterií.

## Reakce
Hydrogenací isobutyraldehydu vzniká isobutanol. Částečnou oxidací se tvoří methakrolein a úplnou kyselina methakrylová. Kondenzací s formaldehydem se tvoří hydroxypivaldehyd.